# Теріімаеваруа III
Теріїмаеваруа III (фр. Teriimaevarua III ; 28 травня 1871, Раіатеа — 19 листопада 1932, Бора-Бора) — королева Бора-Бора з роду Помаре.

## Біографія
Терьямаеваруа Помаре була дочкою короля Таїті Тамату II і Мо Маї. Вона була визнана спадкоємицею престолу в королівстві Бора-Бора, так як у її тітки королеви Бора-Бора Теріїмаеваруа II дітей не було. Після смерті Терьямаеваруа Помаре стала королевою Бора-Бора під ім'ям Теріїмаеваруа III. Оскільки нова королева була неповнолітньою, регентом за неї був чоловік Териимаеваруа II Темаіарії Маї. У березні 1888 року Франція оголосила про анексію Бора-Бора. Цей політичний акт не мав жодного значення, оскільки королівська влада Бора-Бора жодним чином не підтвердила свою згоду на акт анексії. Більше того, королівська влада та уряд продовжували існувати аж до 1895 року. Лише 1895 року на вимогу уряду Франції Теріімаеваруа III зреклася престолу.